# Christofer Hameister
Christofer Hameister (* 7. Januar 1994) ist ein deutscher Moderator beim Rundfunk Berlin-Brandenburg (rbb).

## Leben
Hameister wuchs in Kröpelin (Landkreis Rostock) in Mecklenburg-Vorpommern auf. Nach dem Abitur 2013 am Friderico-Francisceum in Bad Doberan zog er nach Weimar und studierte an der Hochschule für Musik Franz Liszt Musik für das Lehramt an Gymnasien.
Während der Schulzeit war er bis zum Abitur Redakteur der Schülerzeitung Stichling, dessen Redaktion 2011 beim bundesweiten Spiegel-Schülerzeitungswettbewerb der Länder 2011 in der Kategorie Gymnasien/Gesamtschulen mit Sekundarstufe II den 3. Platz erreichte.
Während des Studiums arbeitete Hameister beim Privatradiosender Antenne Thüringen mit Sitz in Weimar. Parallel zur Hochschulausbildung absolvierte er von 2017 bis 2019 dort ein Volontariat. Von 2018 bis 2019 war er Moderator und Sprecher beim TV-Lokalsender JENA TV.
2019 folgte der Wechsel zum öffentlich-rechtlichen Rundfunk zur ARD nach Potsdam zum Rundfunk Berlin-Brandenburg. Dort moderiert er für die Länderwelle Antenne Brandenburg und ist im rbb Fernsehen für das Regionalmagazin Brandenburg aktuell vor der Kamera zu sehen. Außerhalb des Fernsehens & Radios ist er als Event-Moderator tätig. 2020, 2021 und 2022 moderierte er gemeinsam mit Kim Fisher die Schlagernacht in der Berliner Waldbühne im rbb Fernsehen. Seit 2024 ist er Außenmoderator der neuen Vorabendsendung DER TAG im rbb. Auch SWR4 und NDR 1 Radio MV gehören zu den Sendern, bei denen Hameister moderiert. 
Christofer Hameister lebt in Potsdam.